# Вапнярський концентраційний табір
48°32′05″ пн. ш. 28°44′36″ сх. д. / 48.534722° пн. ш. 28.743333° сх. д.
Вапнярський концентраційний табір — нацистський концтабір, що існував із жовтня 1941 року до жовтня 1943 року у селищі Вапнярка Вінницької області.

## Історія
Незабаром, після того, як Румунія під керівництвом Іона Антонеску, вступила у війну на стороні Країн Осі та взяла участь у вторгненні до Радянського Союзу, її вплив розповсюдився над Дністром та районами, що входили до складу УРСР. До того часу 700 місцевих єврейських жителів втекли або були вбиті німецько-фашистськими чи румунськими військами. У жовтні 1941 року румуни створили табір у селищі Вапнярка, Вінницької області. Цього місяця до нього привезли тисячу євреїв, переважно з міста Одеси. Близько 200 загинуло від епідемії тифу; інших було виведено з табору двома партіями, під охороною солдатів румунської жандармерії, та розстріляно.
У 1942 році до Вапнярки було привезено 150 євреїв із Буковини. 16 вересня того ж року в табір також привезли 1046 румунських євреїв. Близько половини були вигнані зі своїх домівок за підозрою у співпраці з комуністами, а 554 людини були внесені без будь-якого конкретного звинувачення проти них. Згодом, його статус був змінений на концтабір для політичних в'язнів, під безпосереднім контролем міністра внутрішніх справ Румунії Думітру І. Попеску. На практиці, це був концтабір для єврейських в'язнів, оскільки там не тримали інших політичних підозрюваних. З 1179 євреїв у таборі 107 — жінки, які розміщувались у двох хатах, оточених потрійним рядом огорож з колючого дроту.
Серед єврейських в'язнів було 130 членів Комуністичної партії Румунії, 200 соціал-демократів, а також троцькісти та сіоністи. Більшість ув'язнених, однак, були заарештовані на суто довільних підставах. Ув'язнені створили табірний комітет, задля виживання, незважаючи на голодування, хвороби, каторгу, фізичні та психічні катування. Крім офіційного комітету, у таборі було також підпільне керівництво, яке переконувало в'язнів добровільно дотримуватися дисципліни.
Батько Костіна Мургеску, Іон, мав «сильні пронацистські симпатії» і до вересня 1942 року був комендантом табору у Вапнярці. Він ввів суворі обмеження на постачання води. Утримуючи табір ретельно в чистоті, ув'язнені змогли подолати епідемію тифу, але вони страждали від поганої якості їжі, що включала чину посівну, вид гороху, який зазвичай використовували для годування худоби, і ячмінний хліб, який мав у складі 20 % соломи. Команда лікарів серед ув'язнених, на чолі з доктором Артуром Кесслером з Чернівців, дійшли висновку, що захворювання має усі симптоми латиризма, зі спастичним паралічем, яка викликане оксалілдіамінопропіоновою кислотою, присутньою в горохових кормах. До січня 1943 року сотні в'язнів страждали від латиризму. Ув'язнені оголосили голодування та вимагали медичної допомоги. Як результат, влада дозволила Комітету з питань допомоги євреям у Бухаресті постачати їм ліки, а родичам в'язнів дозволялося надсилати їм посилки. Лише наприкінці січня полонених більше не годували кормами для тварин, які спричинили хворобу, але 117 євреїв були паралізовані на все життя.
У березні 1943 року було встановлено, що 427 євреїв ув'язнено без жодної причини. Вони були переміщені до різних гетто Придністров'я, але були відправлені назад до Румунії та звільнені лише у грудні 1943-січні 1944 рр. У жовтні 1943 року, коли Червона Армія наближалась до регіону, було прийнято рішення про ліквідацію табору. 80 євреїв були відправлені до гетто в Придністров'ї, 54 комуністів було доставлено до в'язниці в Рибниці, де 19 березня 1944 року в своїх камерах їх вбили есесівці. Третя група, до складу якої входила більшість полонених (565 осіб), була переведена до Румунії в березні 1944 року і ув'язнена у табір для політв'язнів у Тиргу-Жіу, аж до падіння уряду Антонеску в серпні.
Багато колишніх ув'язнених у Вапнярці були призначені на вищі посади в комуністичній Румунії, серед них Сіміон Бугічі (який став міністром закордонних справ).

## Спогади колишніх в'язнів концтабору
Про умови виживання в цьому таборі залишились спогади двох жінок — на той час — двох дівчаток з української і єврейської родини.

### Спогади Жури-Стельмах Тамари Григорівни
«Я, Жура-Стельмах Тамара Григорівна, 1934 року народження, народилась у місті Київ. Проживала разом з батьками в Києві до 1940 року. Мій тато, Жура Григорій Зосимович, працював директором радгоспу „Жуляни“, а потім водієм трамваю і тролейбуса у Києві. В 1940 році у міський військкомат поклав на стіл свій парт-квиток. Ці документи знаходяться в архіві військкомату. За подібне щонайменше було сподіватися, це — депортації до Сибіру. Але Журу Григорія Зосимовича разом з родиною вислали на захід, зміцнювати радянську владу на Буковині. А бандерівці, мов, знайдуть управу на москаля, порахують йому ребра гвинтівкою. В Чернівцях тато працював водієм трамваю та тролейбуса. Йшла війна. Не встигали евакуюватись. Людей, котрі приїхали за півроку до війни у Чернівці (а їх було 95 чоловік), забрали до сигуранції (як гестапо). Спочатку забрали тата, проводили йому тортури, аби признався, що нібито він — московський шпигун. Потім прийшли жандарми вдень, забрали мою маму — Журу Матрону Іванівну, 1906 року народження, мене та моїх двох братів: 1938 року народження та 5-ти місячну дитину.
На другий день нас всіх затовкли у товарні вагони, де не було ні де сісти, ні лягти. А під стелею вагона було малесеньке віконце, затягнуте колючим дротом. Потяг мчав без зупинки. На станції Вапнярка, Вінницької області, наказали всім полоненим вийти з вагонів, дорослим наказали шикуватися в колону, а діти залишились стояти під великим дощем на платформі, це: я, мій молодший брат та п'ятимісячний брат Євген у мене на руках, Оля 7 років та Аля 7 років. Всі притулилися до мене, я, як могла, їх відштовхувала. А з колони полонених чути було зойки моєї мами за дітьми, яку били шомполами за її крики. Дорога була 4 кілометри від зупинки поїзда до концтабору.
Потім до нас, дітей, приїхав старенький візник з фірою, допоміг нам всім розміститися на фірі і повіз нас до концтабору Вапнярка. Нас, дітей і дорослих, помістили на ніч у клуб до ранку. Вранці всім наказали шикуватися у дві колони, і почалася перевірка документів. У кого були імена Світлана, Леніна, Сталіна, Октябрина, цих людей під дулом автомата відвели у інший бік. Потім нас повели у самий концтабір. Табір був обнесений у три ряди колючою проволокою, а посеред рядів теж була проволока колюча натягнута навхрест. Кожні 50 метрів стояв охоронець. На подвір'ї були три двоповерхові будинки. У двох будинках були розташовані євреї, а в третьому розмістили нас, українців, росіян та євреїв, які приїхали з нами.
Вдень ми гралися з єврейськими дітьми до 19.00. Нас, українських дітей, було менше, ніж єврейських. Нас було четверо — я, мій брат Юра — 3 роки, Оля — 7 років, Аля — 7 років, — а єврейських було семеро. Дітьми займалася єврейка Клара. Вона була для нас як старша наша сестра. Розмістили нас по камерах по 30–40 людей, спали на підлозі. Вдень давали на камеру 1 буханку хліба, яку ділили по шматочку на людину. Потім я і Оля, закривши обличчя, казали кому цей шматочок хліба дати. Годували нас баландою, приправленою горохом.
Потім влітку 1943 року з табору було вивезено кудись усіх євреїв. Тоді з нами почала займатись наша українська дівчина Антоніна Блаженко, яка з батьками та сестрою перебувала в нашому концтаборі. А восени 1943 року нас всіх, українців, росіян і частину євреїв перевезли в Голту (історичний район міста Первомайськ, Миколаївської області)».

### Спогади Воронцової Ади Леонідівни
«Я, Воронцова (Кравцова) Ада Леонідівна, народилася 1934 року в місті Херсон, де мій тато — Кравцов Леонід Іванович — служив у Червоній Армії в якості „призовника-дворічника“. Моя бідна мама — Кравцова (Ельман) Ада Мойсеївна — померла через місяць від післяпологового сепсису в тому ж пологовому будинку, де народила мене. Мене виховували тато і бабуся (батькова мама), і жили ми в Києві, куди тато повернувся після закінчення служби в армії. Перед війною, коли Буковину приєднали до Радянського Союзу, тата з Києва послали в тривале відрядження в Чернівці, де нас і застала війна. Тато в перший же день пішов на фронт, а до Чернівців увійшли румуни.
Рік ми прожили порівняно спокійно, румунські окупанти не дуже лютували, принаймні, не чіпали людей похилого віку і дітей. Однак восени 1942 року нас з бабусею заарештували і зі словами „москвичка-більшовичка“ відвезли в центральну в'язницю міста. Там ми просиділи сорок два дні, і камеру — величезний цементний „мішок“ з загратованим вікном під самою стелею — весь цей час поповнювали новими арештантами. Коли набралося багато народу (понад 50 осіб), нас завантажили в тюремні машини, відвезли на залізницю і заштовхали в товарні вагони, закривши їх важкими засувами.
Почалася довга дорога, повна принижень і кошмарів; на невеликих полустанках нас зупиняли в тупиках — відстійниках для товарних вагонів, давали „баланду“ — напівсуп-напівкаша — і пускали по черзі в вуличний туалет. Бруд, сморід, дитячий плач і стогін дорослих, голод і окрики охорони — все це склало „букет“ вражень від тієї дороги. Привезли нас на станцію Вапнярка. Там виявилося кілька сот таких же людей, причому основну масу становили євреї, зігнані з усього регіону; були і українці, і поляки, і росіяни, і цигани, і багато інших. Всіх пошикували і погнали під конвоєм по дорозі, відокремивши дітей, які відчайдушно плакали, від мам. Мами теж кричали, молили віддати дітей, і не знайшлося жодної людини, яка сказала б їм, що дітей привезуть туди ж, куди „женуть вас“, але привезуть на возах, щоб вони — діти — не затримували руху колони. Ця невиправдана жорстокість до сих пір живе в моїй пам'яті незгасаючим болем.
На великих підводах нас, дітей, привезли в табір, де дорослих розселяли по бараках. Кілька 2-3-поверхових будівель стояло „посеред поля“, і вони були огороджені трьома рядами колючого дроту, між якими ще була натягнута „колючка“ навхрест. За дротом — вишки, на яких були солдати охорони; внизу бігали собаки-вівчарки. Навколо — жодної споруди, тільки яри, зарослі травою, поля, на горизонті — ліс. У бараках були споруджені нари в два поверхи, і тут ми жили; спали на голих дошках, їли горохову баланду, яку видавали двічі на день біля харчоблоку. Черги людей з казанками в руках вишикувалися довжелезні, однак рухалися досить швидко, і казанки спустошувалися голодним натовпом тут же, стоячи під відкритим небом: їсти хотілося так, що дійти до барака з кашею в руках не було сил. Справедливості заради треба сказати, що серед роздавальників зустрічалися і добрі солдати, і вони жаліли нас, дітей, і давали нам добавку. На роботу дорослих ганяли за 10-15 км.: вони розбирали завали від бомбардування, розвантажували вагони, копали траншеї, вантажили мішки з зерном з елеваторів на залізничні платформи. Дітей іноді теж прилаштовували до роботи: чистили склади, розкопували кагати та ін. Хотілося поцупити якусь їжу, але за це розстрілювали на місці. Через рік нас перевезли в „трудовий табір“ міста Первомайськ в таке ж гетто».